# والتر إل. كينيدي
والتر إل. كينيدي (بالإنجليزية: Walter L. Kennedy)‏ هو سياسي أمريكي، ولد في 10 مايو 1920، وتوفي في 22 يناير 1997. حزبياً، نشط في الحزب الجمهوري. وقد انتخب عضو مجلس نواب فيرمونت.